# Túnel do São Bernardino
O Túnel do São Bernardino, é um túnel rodoviário no cantão de Grisões, na Suíça, entre Hinterrhein e São Bernardino.
Construído entre 1961 a 1967, permite a passagem de perto de 2,2 milhões de viaturas por ano e liga a Bellinzona com Coira para seguir até Zurique. O itinerário do São Bernardino constitui para a Suíça oriental uma via alternativa ao colo de São Gotardo em direcção do Ticino,